# Organisation 501(c)(3)
Aux États-Unis, une organisation 501(c)(3), parfois aussi orthographié organisation 501c3, est une société, une fiducie, une association de fait ou un autre type d'organisation exemptée de l'impôt fédéral sur le revenu en vertu de la section 501(c)(3) du titre 26 du code des États-Unis. Il s'agit de l'un des 29 types d'organisations à but non lucratif 501(c) existant aux États-Unis.